# Michael Seresin
Michael Seresin, né le 17 juillet 1942 à Wellington, est un directeur de la photographie et réalisateur néo-zélandais, également viticulteur.

## Biographie
Michael Stephen Seresin naît à Wellington en 1942. Il est le fils d'Harry Seresin (1919–1994), entrepreneur dans le milieu du café, né à Hambourg (Allemagne) de parents Juifs russes originaires de l'actuelle Lituanie – qui se trouvait avant la Première Guerre mondiale dans l'Empire russe. Son frère, Ben Seresin, est également directeur de la photographie, tout comme son fils, Jean-Paul Seresin, qui détient la nationalité britannique. 

Seresin quitte la Nouvelle-Zélande en 1966 pour devenir assistant caméraman en Europe. Il s'installe à Londres et commence par travailler comme chef opérateur et réalisateur de publicités, domaine dans lequel il se crée rapidement une très bonne réputation. Dans le milieu du cinéma, il collabore régulièrement avec le réalisateur Alan Parker, notamment sur les films Midnight Express (1978), Fame (1980), Birdy (1984) et Angel Heart (1987). Il réalise son unique film, Homeboy, en 1988. Il est nommé au British Academy Film Award de la meilleure photographie pour Les Cendres d'Angela (1999). Il a été décoré de l'ordre du mérite néo-zélandais en 2009.
En 2004, Seresin dirige la photographie du troisième opus des adaptations cinématographiques de Harry Potter, Harry Potter et le Prisonnier d'Azkaban, où il collabore avec le réalisateur mexicain Alfonso Cuarón.
En 2014, le néo-zélandais s'occupe de la photographie de La Planète des singes : L'Affrontement, et de sa suite prévue pour 2017, La Planète des singes : Suprématie.
Il est aussi viticulteur et a créé les vignes Seresin Estate en 1992 dans la région de Marlborough (Nouvelle-Zélande).

## Filmographie

### Directeur de la photographie
- 1972 : The Ragman's Daughter de Harold Becker
- 1973 : Elle court, elle court la banlieue de Gérard Pirès
- 1976 : Attention les yeux ! de Gérard Pirès
- 1976 : L'Ordinateur des pompes funèbres de Gérard Pirès
- 1976 : Du rififi chez les mômes (Bugsy Malone) d'Alan Parker
- 1977 : Sleeping Dogs de Roger Donaldson
- 1978 : Midnight Express d'Alan Parker
- 1980 : Ça plane les filles (Foxes) d'Adrian Lyne
- 1980 : Fame d'Alan Parker
- 1982 : L'Usure du temps (Shoot the Moon) d'Alan Parker
- 1984 : Birdy d'Alan Parker
- 1987 : Angel Heart d'Alan Parker
- 1990 : Bienvenue au Paradis (Come See the Paradise) d'Alan Parker
- 1996 : City Hall de Harold Becker
- 1998 : Code Mercury de Harold Becker
- 1999 : Les Cendres d'Angela (Angela's Ashes) d'Alan Parker
- 2001 : L'Intrus (Domestic Disturbancede) d'Harold Becker
- 2003 : La Vie de David Gale (The Life of David Gale) d'Alan Parker
- 2004 : Harry Potter et le Prisonnier d'Azkaban (Harry Potter and the Prisoner of Azkaban) d'Alfonso Cuarón
- 2006 : Sexy Dance d'Anne Fletcher
- 2010 : Love and Secrets d'Andrew Jarecki
- 2014 : La Planète des singes : L'Affrontement (Dawn of the Planet of the Apes) de Matt Reeves
- 2017 : La Planète des singes : Suprématie (War for the Planet of the Apes) de Matt Reeves
- 2018 : Mowgli : La Légende de la jungle (Mowgli: Legend of the Jungle) d'Andy Serkis
- 2021 : Bloody Milkshake (Gunpowder Milkshake) de Navot Papushado (en)

### Réalisateur
- 1988 : Homeboy